# Drehschub
Der Drehschub ist, wie die Essonsche Ausnutzungsziffer, eine Größe zur Bewertung der Ausnutzung der Läuferoberfläche von elektrische Maschinen wie Elektromotoren. Zur Ermittlung des Drehschubs σ wird die Mantelfläche des Läufers in Bezug zur erzeugten Tangentialkraft F bzw. dem Drehmoment M gesetzt:
{\displaystyle \sigma ={\frac {F}{d\cdot \pi \cdot l}}={\frac {2\cdot M}{d^{2}\cdot \pi \cdot l}}}
mit dem Rotor- bzw. Läuferdurchmesser d und der Länge l des Läufers.